# 1742
Portal Geschichte | Portal Biografien | Aktuelle Ereignisse | Jahreskalender | Tagesartikel

◄ |
17. Jahrhundert |
18. Jahrhundert
| 19. Jahrhundert | ►

◄ |
1710er |
1720er |
1730er |
1740er
| 1750er | 1760er | 1770er | ►

◄◄ |
◄ |
1738 |
1739 |
1740 |
1741 |
1742
| 1743 | 1744 | 1745 | 1746 | ► | ►►
Staatsoberhäupter  · Nekrolog   · Musikjahr
| Januar | Januar | Januar | Januar | Januar | Januar | Januar | Januar |
| Kw     | Mo     | Di     | Mi     | Do     | Fr     | Sa     | So     |
| 1      | 1      | 2      | 3      | 4      | 5      | 6      | 7      |
| 2      | 8      | 9      | 10     | 11     | 12     | 13     | 14     |
| 3      | 15     | 16     | 17     | 18     | 19     | 20     | 21     |
| 4      | 22     | 23     | 24     | 25     | 26     | 27     | 28     |
| 5      | 29     | 30     | 31     |        |        |        |        |
| ------ | ------ | ------ | ------ | ------ | ------ | ------ | ------ |

| Februar | Februar | Februar | Februar | Februar | Februar | Februar | Februar |
| Kw      | Mo      | Di      | Mi      | Do      | Fr      | Sa      | So      |
| 5       |         |         |         | 1       | 2       | 3       | 4       |
| 6       | 5       | 6       | 7       | 8       | 9       | 10      | 11      |
| 7       | 12      | 13      | 14      | 15      | 16      | 17      | 18      |
| 8       | 19      | 20      | 21      | 22      | 23      | 24      | 25      |
| 9       | 26      | 27      | 28      |         |         |         |         |
| ------- | ------- | ------- | ------- | ------- | ------- | ------- | ------- |

| März | März | März | März | März | März | März | März |
| Kw   | Mo   | Di   | Mi   | Do   | Fr   | Sa   | So   |
| 9    |      |      |      | 1    | 2    | 3    | 4    |
| 10   | 5    | 6    | 7    | 8    | 9    | 10   | 11   |
| 11   | 12   | 13   | 14   | 15   | 16   | 17   | 18   |
| 12   | 19   | 20   | 21   | 22   | 23   | 24   | 25   |
| 13   | 26   | 27   | 28   | 29   | 30   | 31   |      |
| ---- | ---- | ---- | ---- | ---- | ---- | ---- | ---- |

| April | April | April | April | April | April | April | April |
| Kw    | Mo    | Di    | Mi    | Do    | Fr    | Sa    | So    |
| 13    |       |       |       |       |       |       | 1     |
| 14    | 2     | 3     | 4     | 5     | 6     | 7     | 8     |
| 15    | 9     | 10    | 11    | 12    | 13    | 14    | 15    |
| 16    | 16    | 17    | 18    | 19    | 20    | 21    | 22    |
| 17    | 23    | 24    | 25    | 26    | 27    | 28    | 29    |
| 18    | 30    |       |       |       |       |       |       |
| ----- | ----- | ----- | ----- | ----- | ----- | ----- | ----- |

| Mai | Mai | Mai | Mai | Mai | Mai | Mai | Mai |
| Kw  | Mo  | Di  | Mi  | Do  | Fr  | Sa  | So  |
| 18  |     | 1   | 2   | 3   | 4   | 5   | 6   |
| 19  | 7   | 8   | 9   | 10  | 11  | 12  | 13  |
| 20  | 14  | 15  | 16  | 17  | 18  | 19  | 20  |
| 21  | 21  | 22  | 23  | 24  | 25  | 26  | 27  |
| 22  | 28  | 29  | 30  | 31  |     |     |     |
| --- | --- | --- | --- | --- | --- | --- | --- |

| Juni | Juni | Juni | Juni | Juni | Juni | Juni | Juni |
| Kw   | Mo   | Di   | Mi   | Do   | Fr   | Sa   | So   |
| 22   |      |      |      |      | 1    | 2    | 3    |
| 23   | 4    | 5    | 6    | 7    | 8    | 9    | 10   |
| 24   | 11   | 12   | 13   | 14   | 15   | 16   | 17   |
| 25   | 18   | 19   | 20   | 21   | 22   | 23   | 24   |
| 26   | 25   | 26   | 27   | 28   | 29   | 30   |      |
| ---- | ---- | ---- | ---- | ---- | ---- | ---- | ---- |

| Juli | Juli | Juli | Juli | Juli | Juli | Juli | Juli |
| Kw   | Mo   | Di   | Mi   | Do   | Fr   | Sa   | So   |
| 26   |      |      |      |      |      |      | 1    |
| 27   | 2    | 3    | 4    | 5    | 6    | 7    | 8    |
| 28   | 9    | 10   | 11   | 12   | 13   | 14   | 15   |
| 29   | 16   | 17   | 18   | 19   | 20   | 21   | 22   |
| 30   | 23   | 24   | 25   | 26   | 27   | 28   | 29   |
| 31   | 30   | 31   |      |      |      |      |      |
| ---- | ---- | ---- | ---- | ---- | ---- | ---- | ---- |

| August | August | August | August | August | August | August | August |
| Kw     | Mo     | Di     | Mi     | Do     | Fr     | Sa     | So     |
| 31     |        |        | 1      | 2      | 3      | 4      | 5      |
| 32     | 6      | 7      | 8      | 9      | 10     | 11     | 12     |
| 33     | 13     | 14     | 15     | 16     | 17     | 18     | 19     |
| 34     | 20     | 21     | 22     | 23     | 24     | 25     | 26     |
| 35     | 27     | 28     | 29     | 30     | 31     |        |        |
| ------ | ------ | ------ | ------ | ------ | ------ | ------ | ------ |

| September | September | September | September | September | September | September | September |
| Kw        | Mo        | Di        | Mi        | Do        | Fr        | Sa        | So        |
| 35        |           |           |           |           |           | 1         | 2         |
| 36        | 3         | 4         | 5         | 6         | 7         | 8         | 9         |
| 37        | 10        | 11        | 12        | 13        | 14        | 15        | 16        |
| 38        | 17        | 18        | 19        | 20        | 21        | 22        | 23        |
| 39        | 24        | 25        | 26        | 27        | 28        | 29        | 30        |
| --------- | --------- | --------- | --------- | --------- | --------- | --------- | --------- |

| Oktober | Oktober | Oktober | Oktober | Oktober | Oktober | Oktober | Oktober |
| Kw      | Mo      | Di      | Mi      | Do      | Fr      | Sa      | So      |
| 40      | 1       | 2       | 3       | 4       | 5       | 6       | 7       |
| 41      | 8       | 9       | 10      | 11      | 12      | 13      | 14      |
| 42      | 15      | 16      | 17      | 18      | 19      | 20      | 21      |
| 43      | 22      | 23      | 24      | 25      | 26      | 27      | 28      |
| 44      | 29      | 30      | 31      |         |         |         |         |
| ------- | ------- | ------- | ------- | ------- | ------- | ------- | ------- |

| November | November | November | November | November | November | November | November |
| Kw       | Mo       | Di       | Mi       | Do       | Fr       | Sa       | So       |
| 44       |          |          |          | 1        | 2        | 3        | 4        |
| 45       | 5        | 6        | 7        | 8        | 9        | 10       | 11       |
| 46       | 12       | 13       | 14       | 15       | 16       | 17       | 18       |
| 47       | 19       | 20       | 21       | 22       | 23       | 24       | 25       |
| 48       | 26       | 27       | 28       | 29       | 30       |          |          |
| -------- | -------- | -------- | -------- | -------- | -------- | -------- | -------- |

| Dezember | Dezember | Dezember | Dezember | Dezember | Dezember | Dezember | Dezember |
| Kw       | Mo       | Di       | Mi       | Do       | Fr       | Sa       | So       |
| 48       |          |          |          |          |          | 1        | 2        |
| 49       | 3        | 4        | 5        | 6        | 7        | 8        | 9        |
| 50       | 10       | 11       | 12       | 13       | 14       | 15       | 16       |
| 51       | 17       | 18       | 19       | 20       | 21       | 22       | 23       |
| 52       | 24       | 25       | 26       | 27       | 28       | 29       | 30       |
| 1        | 31       |          |          |          |          |          |          |
| -------- | -------- | -------- | -------- | -------- | -------- | -------- | -------- |

| Januar | Januar | Januar | Januar | Januar | Januar | Januar | Januar |
| Kw     | Mo     | Di     | Mi     | Do     | Fr     | Sa     | So     |
| 1      | 1      | 2      | 3      | 4      | 5      | 6      | 7      |
| 2      | 8      | 9      | 10     | 11     | 12     | 13     | 14     |
| 3      | 15     | 16     | 17     | 18     | 19     | 20     | 21     |
| 4      | 22     | 23     | 24     | 25     | 26     | 27     | 28     |
| 5      | 29     | 30     | 31     |        |        |        |        |
| ------ | ------ | ------ | ------ | ------ | ------ | ------ | ------ |

| Februar | Februar | Februar | Februar | Februar | Februar | Februar | Februar |
| Kw      | Mo      | Di      | Mi      | Do      | Fr      | Sa      | So      |
| 5       |         |         |         | 1       | 2       | 3       | 4       |
| 6       | 5       | 6       | 7       | 8       | 9       | 10      | 11      |
| 7       | 12      | 13      | 14      | 15      | 16      | 17      | 18      |
| 8       | 19      | 20      | 21      | 22      | 23      | 24      | 25      |
| 9       | 26      | 27      | 28      |         |         |         |         |
| ------- | ------- | ------- | ------- | ------- | ------- | ------- | ------- |

| März | März | März | März | März | März | März | März |
| Kw   | Mo   | Di   | Mi   | Do   | Fr   | Sa   | So   |
| 9    |      |      |      | 1    | 2    | 3    | 4    |
| 10   | 5    | 6    | 7    | 8    | 9    | 10   | 11   |
| 11   | 12   | 13   | 14   | 15   | 16   | 17   | 18   |
| 12   | 19   | 20   | 21   | 22   | 23   | 24   | 25   |
| 13   | 26   | 27   | 28   | 29   | 30   | 31   |      |
| ---- | ---- | ---- | ---- | ---- | ---- | ---- | ---- |

| April | April | April | April | April | April | April | April |
| Kw    | Mo    | Di    | Mi    | Do    | Fr    | Sa    | So    |
| 13    |       |       |       |       |       |       | 1     |
| 14    | 2     | 3     | 4     | 5     | 6     | 7     | 8     |
| 15    | 9     | 10    | 11    | 12    | 13    | 14    | 15    |
| 16    | 16    | 17    | 18    | 19    | 20    | 21    | 22    |
| 17    | 23    | 24    | 25    | 26    | 27    | 28    | 29    |
| 18    | 30    |       |       |       |       |       |       |
| ----- | ----- | ----- | ----- | ----- | ----- | ----- | ----- |

| Mai | Mai | Mai | Mai | Mai | Mai | Mai | Mai |
| Kw  | Mo  | Di  | Mi  | Do  | Fr  | Sa  | So  |
| 18  |     | 1   | 2   | 3   | 4   | 5   | 6   |
| 19  | 7   | 8   | 9   | 10  | 11  | 12  | 13  |
| 20  | 14  | 15  | 16  | 17  | 18  | 19  | 20  |
| 21  | 21  | 22  | 23  | 24  | 25  | 26  | 27  |
| 22  | 28  | 29  | 30  | 31  |     |     |     |
| --- | --- | --- | --- | --- | --- | --- | --- |

| Juni | Juni | Juni | Juni | Juni | Juni | Juni | Juni |
| Kw   | Mo   | Di   | Mi   | Do   | Fr   | Sa   | So   |
| 22   |      |      |      |      | 1    | 2    | 3    |
| 23   | 4    | 5    | 6    | 7    | 8    | 9    | 10   |
| 24   | 11   | 12   | 13   | 14   | 15   | 16   | 17   |
| 25   | 18   | 19   | 20   | 21   | 22   | 23   | 24   |
| 26   | 25   | 26   | 27   | 28   | 29   | 30   |      |
| ---- | ---- | ---- | ---- | ---- | ---- | ---- | ---- |

| Juli | Juli | Juli | Juli | Juli | Juli | Juli | Juli |
| Kw   | Mo   | Di   | Mi   | Do   | Fr   | Sa   | So   |
| 26   |      |      |      |      |      |      | 1    |
| 27   | 2    | 3    | 4    | 5    | 6    | 7    | 8    |
| 28   | 9    | 10   | 11   | 12   | 13   | 14   | 15   |
| 29   | 16   | 17   | 18   | 19   | 20   | 21   | 22   |
| 30   | 23   | 24   | 25   | 26   | 27   | 28   | 29   |
| 31   | 30   | 31   |      |      |      |      |      |
| ---- | ---- | ---- | ---- | ---- | ---- | ---- | ---- |

| August | August | August | August | August | August | August | August |
| Kw     | Mo     | Di     | Mi     | Do     | Fr     | Sa     | So     |
| 31     |        |        | 1      | 2      | 3      | 4      | 5      |
| 32     | 6      | 7      | 8      | 9      | 10     | 11     | 12     |
| 33     | 13     | 14     | 15     | 16     | 17     | 18     | 19     |
| 34     | 20     | 21     | 22     | 23     | 24     | 25     | 26     |
| 35     | 27     | 28     | 29     | 30     | 31     |        |        |
| ------ | ------ | ------ | ------ | ------ | ------ | ------ | ------ |

| September | September | September | September | September | September | September | September |
| Kw        | Mo        | Di        | Mi        | Do        | Fr        | Sa        | So        |
| 35        |           |           |           |           |           | 1         | 2         |
| 36        | 3         | 4         | 5         | 6         | 7         | 8         | 9         |
| 37        | 10        | 11        | 12        | 13        | 14        | 15        | 16        |
| 38        | 17        | 18        | 19        | 20        | 21        | 22        | 23        |
| 39        | 24        | 25        | 26        | 27        | 28        | 29        | 30        |
| --------- | --------- | --------- | --------- | --------- | --------- | --------- | --------- |

| Oktober | Oktober | Oktober | Oktober | Oktober | Oktober | Oktober | Oktober |
| Kw      | Mo      | Di      | Mi      | Do      | Fr      | Sa      | So      |
| 40      | 1       | 2       | 3       | 4       | 5       | 6       | 7       |
| 41      | 8       | 9       | 10      | 11      | 12      | 13      | 14      |
| 42      | 15      | 16      | 17      | 18      | 19      | 20      | 21      |
| 43      | 22      | 23      | 24      | 25      | 26      | 27      | 28      |
| 44      | 29      | 30      | 31      |         |         |         |         |
| ------- | ------- | ------- | ------- | ------- | ------- | ------- | ------- |

| November | November | November | November | November | November | November | November |
| Kw       | Mo       | Di       | Mi       | Do       | Fr       | Sa       | So       |
| 44       |          |          |          | 1        | 2        | 3        | 4        |
| 45       | 5        | 6        | 7        | 8        | 9        | 10       | 11       |
| 46       | 12       | 13       | 14       | 15       | 16       | 17       | 18       |
| 47       | 19       | 20       | 21       | 22       | 23       | 24       | 25       |
| 48       | 26       | 27       | 28       | 29       | 30       |          |          |
| -------- | -------- | -------- | -------- | -------- | -------- | -------- | -------- |

| Dezember | Dezember | Dezember | Dezember | Dezember | Dezember | Dezember | Dezember |
| Kw       | Mo       | Di       | Mi       | Do       | Fr       | Sa       | So       |
| 48       |          |          |          |          |          | 1        | 2        |
| 49       | 3        | 4        | 5        | 6        | 7        | 8        | 9        |
| 50       | 10       | 11       | 12       | 13       | 14       | 15       | 16       |
| 51       | 17       | 18       | 19       | 20       | 21       | 22       | 23       |
| 52       | 24       | 25       | 26       | 27       | 28       | 29       | 30       |
| 1        | 31       |          |          |          |          |          |          |
| -------- | -------- | -------- | -------- | -------- | -------- | -------- | -------- |

## Ereignisse

### Politik und Weltgeschehen

#### Österreichischer Erbfolgekrieg
- 14. März: Gefecht bei Lesch
- 13. Mai: Großbritannien und die Niederlande treten auf Seiten Maria Theresias in den Österreichischen Erbfolgekrieg ein.
- 17. Mai: In der Schlacht bei Chotusitz während des Ersten Schlesischen Krieges besiegt Preußen unter Friedrich II. das österreichische Heer unter Feldmarschall Karl Alexander von Lothringen entscheidend.

Der nach dem Ersten Schlesischen Krieg bei Österreich verbliebene Teil Schlesiens

- 11. Juni: Durch britische Vermittlung kommt der Vorfrieden von Breslau zwischen Friedrich II. von Preußen und Österreich zustande. Der ursprüngliche Vorschlag, wonach Oberschlesien bei Österreich verbleiben soll, wird verworfen. Österreich muss fast ganz Schlesien und die Grafschaft Glatz an Preußen abtreten. Nur ein Gebietsstreifen um Troppau und Teschen verbleibt als Österreichisch-Schlesien beim Erzherzogtum.
- 28. Juli: Der Frieden von Berlin zwischen Preußen und Österreich beendet den Ersten Schlesischen Krieg und bestätigt den Vorfrieden von Breslau.
- Österreich sendet seine freigewordenen Truppen daraufhin im Österreichischen Erbfolgekrieg gegen das bayerisch-französische Heer in Böhmen. Im August belagern sie Prag.
- In Italien öffnet sich ein neuer Kriegsschauplatz: Spanien versucht sein Territorium auf Kosten Österreichs von Neapel aus zu erweitern. Doch ein österreichisch-sardinisches Heer erobert Modena und Mirandola und dringt bis Mittelitalien vor, nachdem sich Neapel, bedroht durch eine britische Flotte, für neutral erklärt hat. Im September dringt ein weiteres spanisches Heer durch Frankreich kommend gegen Nizza vor, muss sich aber vor dem Wintereinbruch wieder nach Savoyen zurückziehen.
- Dezember: Das französische Heer unter Herzog François-Marie de Broglie zieht sich nach Eger zurück.

#### Weitere Ereignisse im Heiligen Römischen Reich

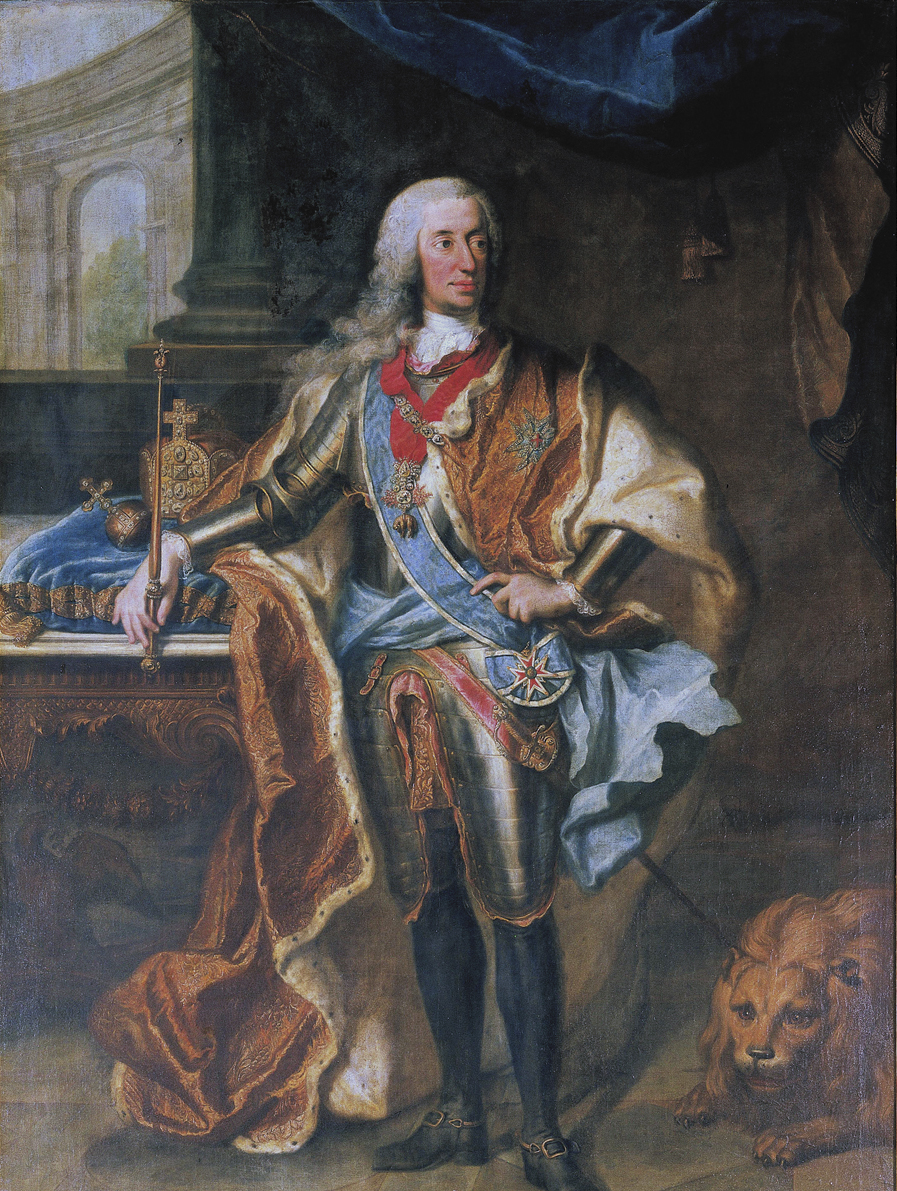
Kaiser Karl VII.

- 24. Januar: Kurfürst Karl I. Albrecht von Bayern wird in Frankfurt am Main als Karl VII. zum Römisch-Deutschen Kaiser gewählt und am 12. Februar gekrönt.
- Januar: Im Fürstentum Braunschweig-Wolfenbüttel wird das Amt Vorsfelde gegründet.
- 31. Dezember: Nach dem Tod von Karl III. Philipp wird Karl Theodor neuer Pfalzgraf und Kurfürst in der Kurpfalz sowie Herzog von Jülich-Berg.

#### Russland/Schweden
- 29. Januar: Die im Vorjahr zu grausamen Todesstrafen verurteilten Gegner der neuen Zarin Elisabeth, unter ihnen der ehemalige Kriegsminister Burkhard Christoph von Münnich und Außenminister Heinrich Johann Friedrich Ostermann, erfahren auf dem Richtplatz von ihrer Begnadigung und werden anschließend in die lebenslange Verbannung geschickt. Die Volksmenge ist mit der Begnadigung der Staatsfeinde nicht einverstanden: Es kommt zu einem Tumult, der mit Waffengewalt niedergeschlagen werden muss.

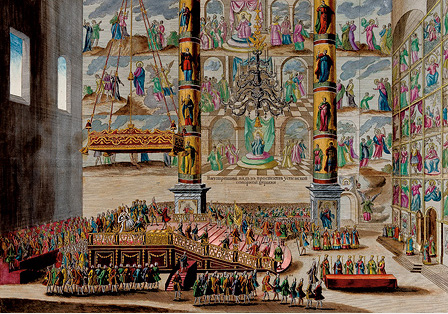
Elisabeths Krönung

- 6. Mai: Elisabeth wird in Moskau zur Kaiserin gekrönt. Sie setzt sich die Krone selbst aufs Haupt, was zuvor kein russisches Staatsoberhaupt gewagt hat, und schwört, kein Todesurteil mehr zu unterzeichnen.

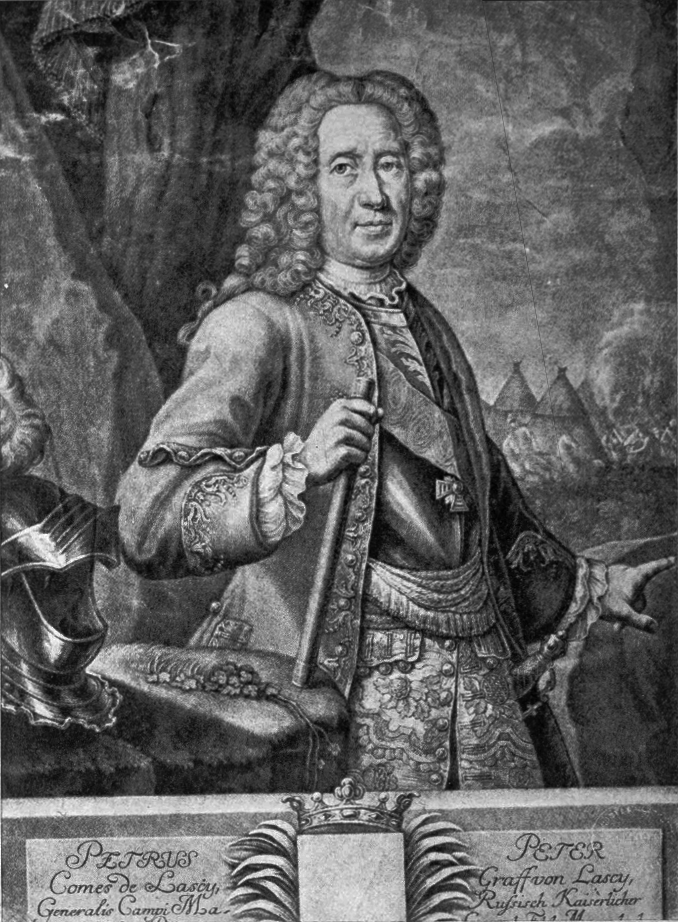
Peter von Lacy

- Russische Truppen unter General Peter Graf von Lacy marschieren im Russisch-Schwedischen Krieg in Südfinnland ein und nehmen ohne größeren Widerstand Hamina, Porvoo und Hämeenlinna ein. Im August gelingt es Lacy, die etwa 17.000 Mann starke schwedische Hauptarmee bei Helsinki einzukesseln und zur Kapitulation zu zwingen.
- 18. November: Kaiserin Elisabeth ernennt Peter, den Sohn ihrer verstorbenen Schwester Anna Petrowna, zu ihrem Nachfolger.

#### War of Jenkins’ Ear
- 5. März: Ein Versuch der Briten, mit frischen Truppen aus Übersee Panama anzugreifen, scheitert.
- Juli: Ein Gegenangriff der Spanier auf Georgia scheitert.
- Mit der Auflösung des britischen Expeditionskorps gilt der 1738 begonnene War of Jenkins’ Ear als beendet, auch wenn eine Lösung des Georgia-Konflikts erst 1748 erfolgt.

### Wirtschaft
- 3. Januar: Die erste Ausgabe der Schlesischen Privilegierten Staats-, Kriegs- und Friedenszeitung erscheint.
- September: Faneuil Hall, eine von Peter Faneuil gestiftete zentrale Markthalle in Boston, wird seiner Bestimmung übergeben.
- Das heutige Unternehmen Vilmorin wird als Pflanzen- und Saatgutgeschäft in Frankreich gegründet.
- Die Schloßbrauerei Reuth wird gegründet.

### Wissenschaft und Technik

#### Naturwissenschaften und Mathematik

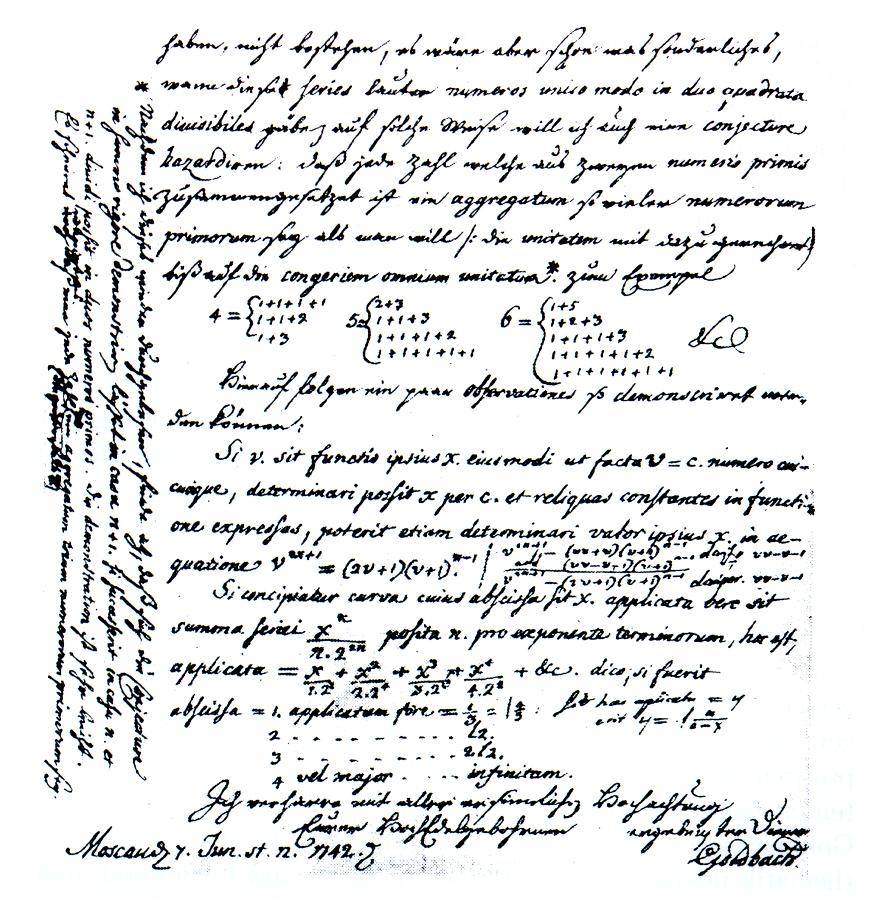
Brief von Goldbach an Euler (lateinisch-deutsch)

- 7. Juni: Der preußische Mathematiker Christian Goldbach stellt in einem Brief an Leonhard Euler die Goldbachsche Vermutung auf, heute eines der bekanntesten ungelösten Probleme der Mathematik.
- Der schwedische Astronom Anders Celsius führt die Grad-Celsius-Skala ein, wobei er dem Gefrierpunkt von Wasser 0°, seinem Siedepunkt 100° zuordnet.

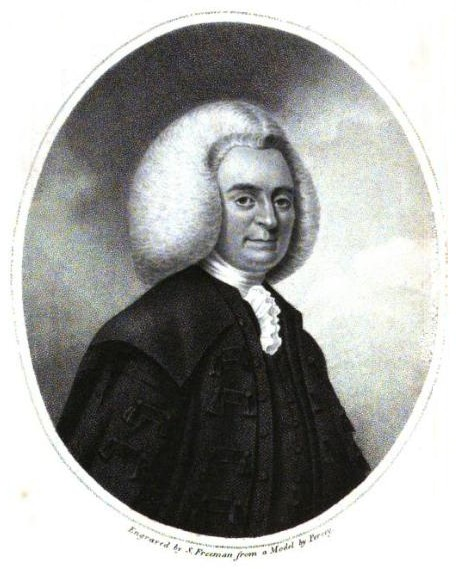
Maclaurin, Porträt aus seinem Treatise on fluxions

- Der britische Mathematiker Colin Maclaurin verfasst sein wichtigstes Werk A treatise of fluxions, eine der ersten systematischen Darstellungen von Newtons Infinitesimalrechnung, geschrieben als Antwort auf die Kritik von George Berkeley an den Grundlagen der Analysis. Er erwähnt darin die Trisektrix und die nach ihm benannte Maclaurinsche Reihe ebenso wie die Euler-Maclaurin-Formel, den Maclaurin-Ellipsoid (Gleichgewichtsfigur) und die Maclaurin-Ungleichung.
- Der niederländische Physiker Willem Jacob ’s Gravesande erwähnt erstmals in einem Buch den Heliostaten.

#### Lehre und Forschung
- 13. November: Als Collegium Antiquitatum wird per königlichem Dekret von Christian VI. die heutige Königlich Dänische Akademie der Wissenschaften gegründet.
- Markgraf Friedrich III. von Brandenburg-Bayreuth gründet in Bayreuth die Friedrichs-Universität.

### Kultur
- 13. April: Georg Friedrich Händels im Vorjahr entstandenes Oratorium Messiah wird bei seiner Uraufführung in Dublin enthusiastisch aufgenommen. Im Anschluss kehrt Händel nach London zurück, wo die Etablierung des Werkes ungleich schwieriger ist.
- 30. August: Die weltliche Kantate Mer hahn en neue Oberkeet von Johann Sebastian Bach wird in Leipzig uraufgeführt. Der Text stammt von Christian Friedrich Henrici.

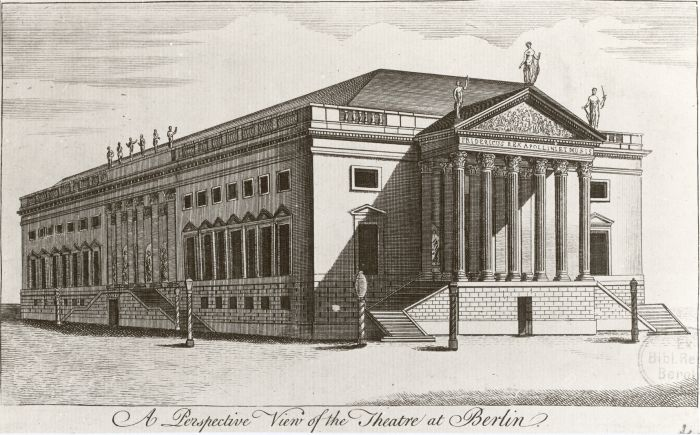
Das Berliner Opernhaus in der ursprünglichen Form, um 1745

- 7. Dezember: Die nach Plänen von Georg Wenzeslaus von Knobelsdorff im Stil des Palladianismus errichtete Staatsoper Unter den Linden wird als Königliche Hofoper in Berlin eröffnet.
- Weihnachten: Johann Sebastian Bachs Weihnachtskantate Gloria in excelsis Deo wird in Leipzig uraufgeführt.
- In London wird der Lustgarten Ranelagh Gardens eröffnet.

### Gesellschaft

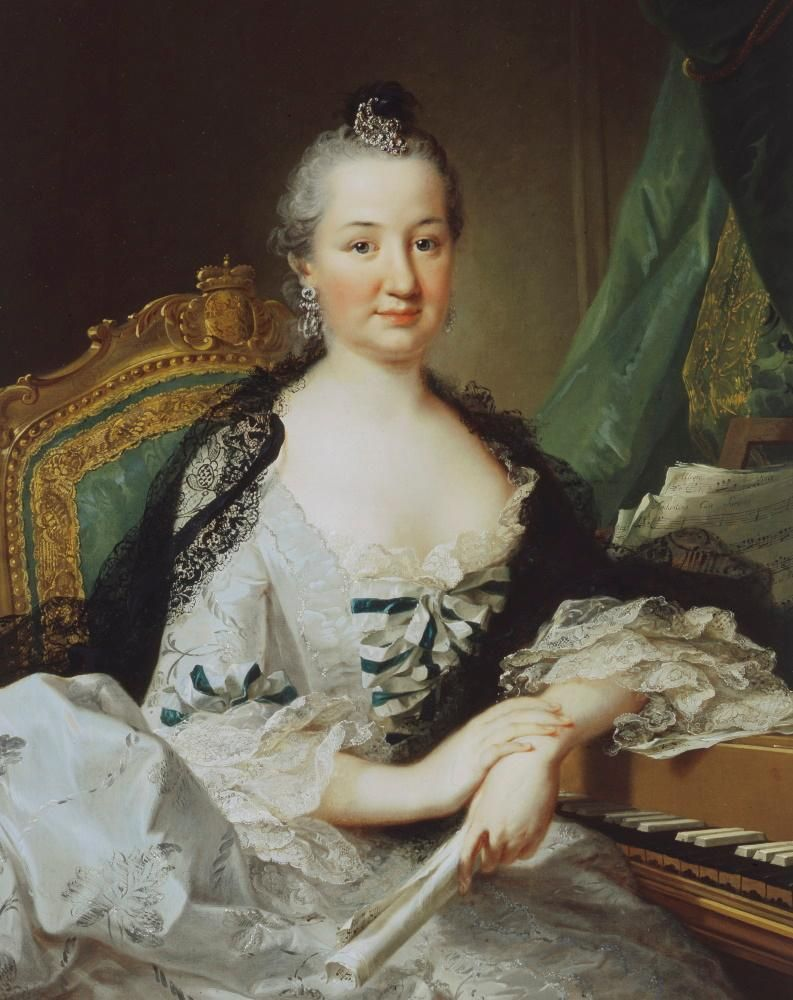
Kurfürstin Elisabeth Auguste

- 17. Januar: Kurprinz Karl Theodor von der Pfalz heiratet im Alter von 17 Jahren seine Cousine Elisabeth Auguste von Pfalz-Sulzbach an deren 21. Geburtstag.
- 25. September: Eine Verordnung Ludwigs XV. regelt in Frankreich das Briefgeheimnis. Postbeamten, welche Briefe und Pakete aufbrechen und sich darin enthaltene Gegenstände aneignen, droht die Todesstrafe.

### Religion
- 11. Juli: In der päpstlichen Bulle Ex quo singulari behandelt Papst Benedikt XIV. die jesuitische Missionspraxis in China und Indien. Die Akkommodation einheimischer Riten wird von ihm verboten. Missionare müssen sich durch Ablegen eines Eides verpflichten, allein katholische Riten zu praktizieren.

## Historische Karten und Ansichten

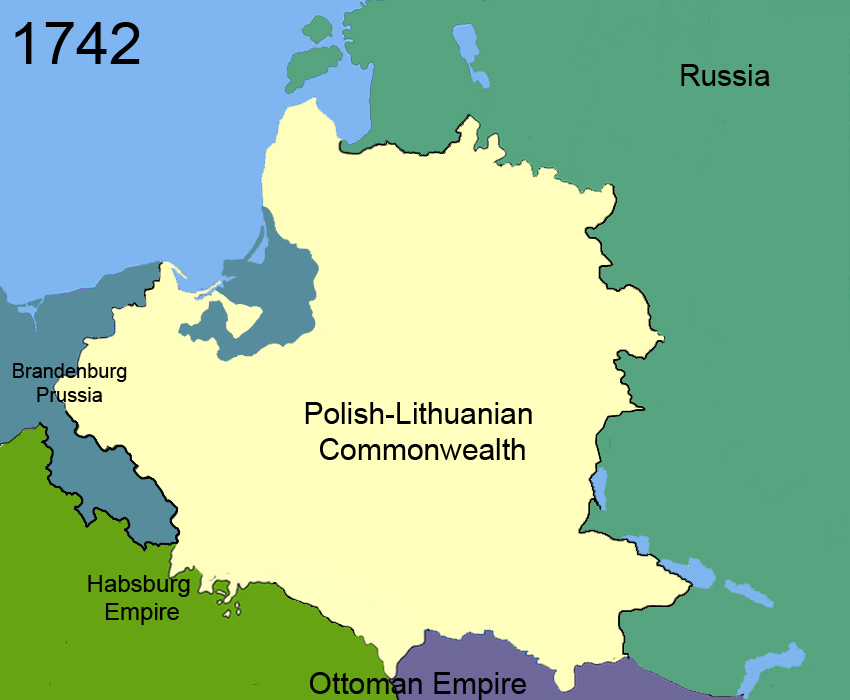
Polen-Litauen 1742

## Geboren

### Januar bis April
- 03. Januar: Jean-Baptiste Treilhard, französischer Politiker und Mitglied des Direktoriums († 1810)
- 05. Januar: Claus von der Decken, deutscher Jurist sowie hannoverscher Staats- und Kabinettsminister († 1826)
- 07. Januar: Christian Gottlieb Altenburg, deutscher Mediziner und Heimatforscher († 1826)
- 07. Januar: Christian Garve, deutscher Philosoph († 1798)
- 08. Januar: Philip Astley, Begründer des modernen Zirkus († 1814)
- 15. Januar: Beda Mayr, deutscher christlicher Gelehrter († 1794)
- 25. Januar: Manuel Caetano de Sousa, portugiesischer Architekt († 1802)
- 03. Februar: Christian Friedrich Duttenhofer, evangelischer Theologe († 1814)
- 20. Februar: James Gandon, britischer Architekt und Kupferstecher in Dublin († 1823)
- 28. Februar: Johann Sebastian von Clais, deutsch-schweizerischer Uhrmacher, Erfinder und Unternehmer, königlich bayerischer wirklicher geheimer Hofkammerrat, Salinenoberkommissar und Bergwerksdirektor († 1809)
- 05. März: John Parish, Hamburger Kaufmann († 1829)
- 09. März: Jean-Baptiste Janson, französischer Cellist und Komponist († 1803)
- 12. März: Ferenc Babai, römisch-katholischer Geistlicher und Historiker († 1778)
- 12. März: Aletta Haniel, deutsche Unternehmerin († 1815)
- 13. März: Anne Hunter, britische Dichterin und Komponistin († 1821)
- 16. März: Georg Johann Ludwig Vogel, deutscher Orientalist und evangelischer Theologe († 1776)
- 19. März: Franziska von Corvin-Krasińska, polnisch-sächsische Adelige († 1796)
- 19. März: Christian Gottlob Thube, deutscher evangelischer Theologe, Mystiker und Prophet († 1826)
- 30. März: Johann Heinrich Suhrlandt, mecklenburgischer Hofmaler († 1827)
- 04. April: Carl Adolph von Brühl, preußischer General und Prinzenerzieher († 1802)
- 07. April: Gunning Bedford, US-amerikanischer Politiker, Gouverneur von Delaware († 1797)
- 13. April: August Gottlieb Richter, deutscher Chirurg und Autor († 1812)
- 14. April: Sophie Reimarus, deutsche Vordenkerin der Aufklärung († 1817)
- 17. April: Salomé de Gélieu, Schweizer Pädagogin und Erzieherin an europäischen Fürstenhöfen († 1820)
- 20. April: Josias von Qualen, Herr auf Damp, Verbitter von Itzehoe, Geheimer Konferenzrat, Klosterpropst von Uetersen († 1819)
- 28. April: Urban Bruun Aaskow, dänischer Mediziner († 1806)
- 28. April: Henry Dundas, 1. Viscount Melville, schottischer Staatsmann und Jurist († 1811)
- April: John Kay, schottischer Karikaturist und Miniaturmaler († 1826)

### Mai bis August
- 07. Mai: Johann Christian Hendel, deutscher Buchdrucker und Verleger († 1823)
- 10. Mai: Ture Johan Bielke, schwedischer Jurist und Verschwörer gegen König Gustav III. († 1792)
- 12. Mai: Karl Heinrich Geisler, deutscher Rechtswissenschaftler († 1789)
- 13. Mai: Manasseh Cutler, US-amerikanischer Politiker († 1823)

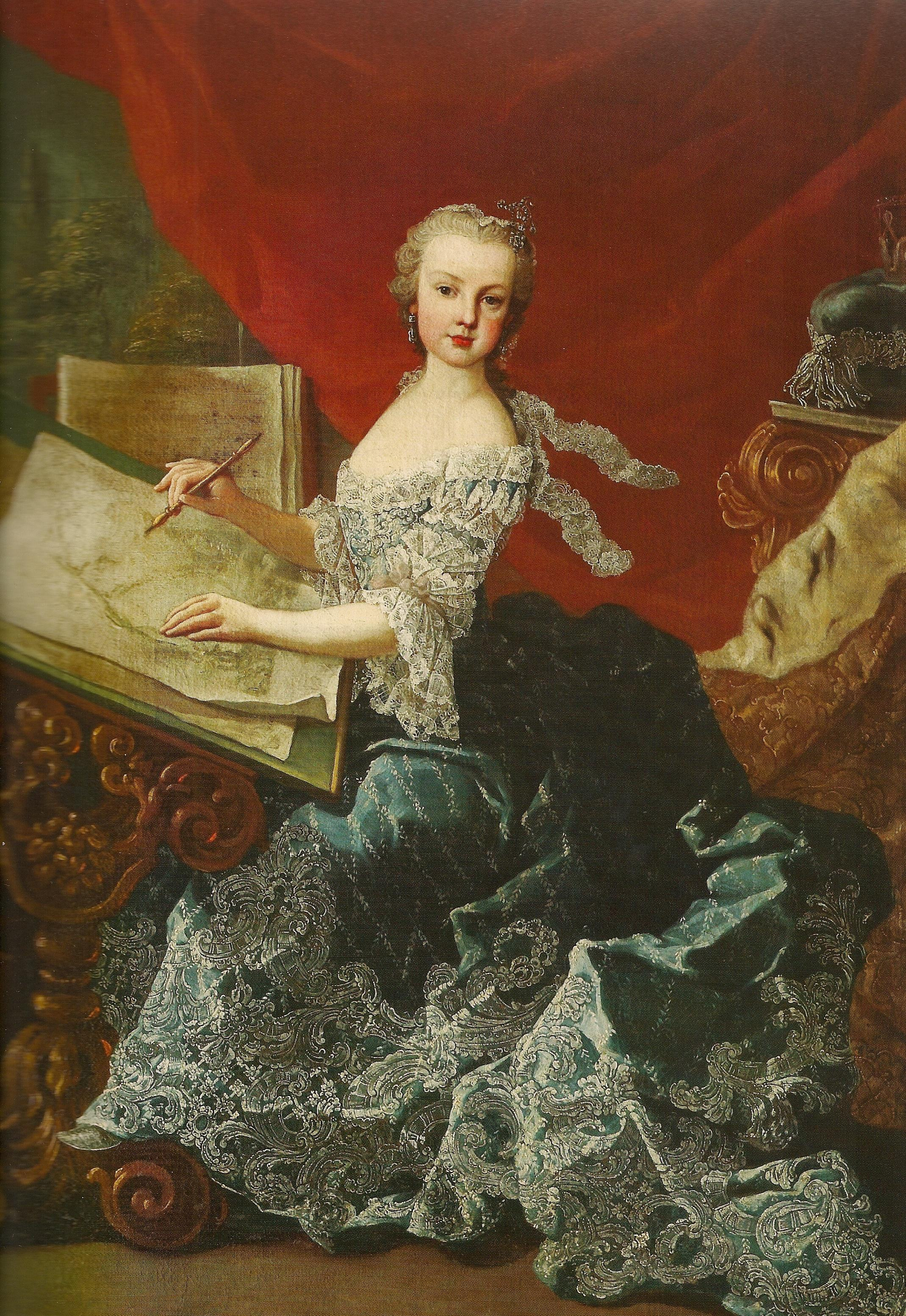
Erzherzogin Maria Christina um 1750, Gemälde von Martin van Meytens

- 13. Mai: Maria Christina von Österreich, Herzogin von Sachsen-Teschen († 1798)
- 01. Juni: Rudolf Steiner, deutscher Architekt († 1804)
- 02. Juni: Eugen Johann Christoph Esper, deutscher Entomologe, Botaniker, Mineraloge und Pathologe († 1810)
- 04. Juni: Ignacio de Asso, spanischer Jurist, Diplomat und Naturforscher († 1814)
- 12. Juni: David Erskine, 11. Earl of Buchan, schottischer Adeliger († 1829)
- 23. Juni: Andrei Petrowitsch Schuwalow, russischer Politiker, Staatsbankdirektor und Schriftsteller († 1789)
- 24. Juni: Johannes Jacobus van Rhijn, alt-katholischer Erzbischof von Utrecht († 1808)
- 26. Juni: Arthur Middleton, US-amerikanischer Politiker, Unterzeichner der Unabhängigkeitserklärung († 1787)
- 27. Juni: José de Iturrigaray, spanischer Offizier und Kolonialverwalter, Vizekönig von Neuspanien († 1814)
- 28. Juni: William Hooper, Delegierter von North Carolina im Kontinentalkongress († 1790)
- 01. Juli: Georg Christoph Lichtenberg, deutscher Mathematiker, Experimentalphysiker und Schriftsteller († 1799)
- 02. Juli: Franz Wenzel von Kaunitz-Rietberg, kaiserlich-österreichischer General und Landkomtur der Ballei Westfalen des deutschen Ordens († 1825)
- 03. Juli: Johann I. Nepomuk Anton Joseph Joachim Prokop Fürst zu Schwarzenberg, deutsch-böhmischer Adeliger († 1789)
- 20. Juli: Armand de Kersaint, französischer Seeoffizier und Politiker († 1793)
- 24. Juli: Giocondo Albertolli, Schweizer Bildhauer, Ornamentzeichner und Architekt († 1839)
- 27. Juli: Friedrich von Hahn, deutscher Großgrundbesitzer, Naturphilosoph und Astronom († 1805)
- 31. Juli: Friedrich Wilhelm Dyckhoff, deutscher Jurist und Direktor der Justizkanzlei in Osnabrück († 1826)
- 04. August: Alexei Wassiljewitsch Naryschkin, russischer Militär, Diplomat, Staatsmann und Autor († 1800)
- 06. August: Christian Gottlieb Kluge der Jüngere, deutscher evangelischer Theologe und Pädagoge († 1824)
- 14. August: Luigi Barnaba Niccolò Maria Chiaramonti, unter dem Namen Pius VII. Papst († 1823)
- 14. August: Hugh Percy, 2. Duke of Northumberland, britischer General († 1817)
- 20. August: Christian Gottlieb Geyser, deutscher Maler und Kupferstecher († 1803)
- 20. August: Tadeusz Reytan, Mitglied des polnischen Sejm († 1780)
- 22. August: Johann Heinrich Ludwig Meierotto, deutscher Geograph und Pädagoge († 1800)
- 25. August: Peter Burckhardt, Schweizer Politiker († 1817)

### September bis Dezember
- 04. September: Clemens Lipper, deutscher Geistlicher und Architekt († 1813)
- 08. September: Ozias Humphry, englischer Maler († 1810)
- 14. September: James Wilson, Unterzeichner der Unabhängigkeitserklärung der USA († 1798)
- 16. September: John Smilie, US-amerikanischer Politiker († 1812)
- 19. September: Roch-Ambroise Cucurron Sicard, französischer Geistlicher und Taubstummen-Lehrer († 1822)
- 29. September: Pierre Roussel, französischer Arzt und Autor († 1802)
- 14. Oktober: Jakow Borissowitsch Knjaschnin, russischer Dichter, Dramaturg und Übersetzer († 1791)
- 14. Oktober: Antonio de Olaguer y Feliú, spanischer Politiker und Militär († 1810/1813)
- 16. Oktober: Jean Cesar Godeffroy, deutscher Kaufmann († 1818)
- 12. November: Friedrich Carl Christian Ulrich von Ahlefeldt, deutscher Offizier in dänischen Diensten († 1825)
- 22. November: Johann Gottlob Trampeli, deutscher Orgelbauer († 1812)
- 28. November: Johann Heinrich Tischbein der Jüngere, deutscher Maler und Kupferstecher († 1808)
- 30. November: Johann Andreas Sixt, deutscher evangelischer Theologe und Philologe († 1810)
- 06. Dezember: Nicolas Leblanc, französischer Arzt, Chemiker und Fabrikant († 1806)
- 08. Dezember: Jean Mathieu Philibert Sérurier, Marschall von Frankreich († 1819)
- 15. Dezember: Francisco Antonio García Carrasco, spanischer Offizier und Gouverneur von Chile († 1813)

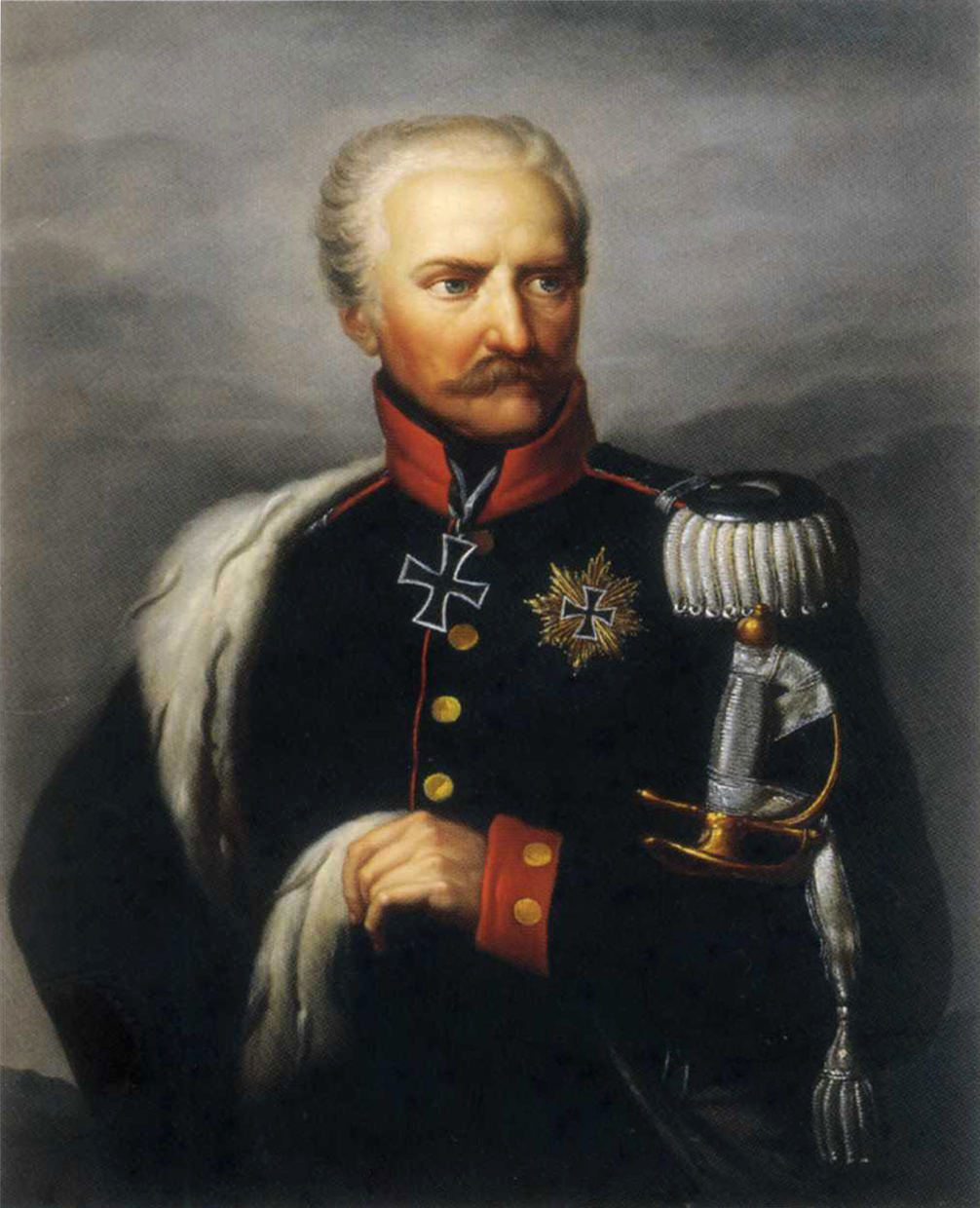
Gebhard Leberecht von Blücher

- 16. Dezember: Gebhard Leberecht von Blücher, preußischer Generalfeldmarschall († 1819)

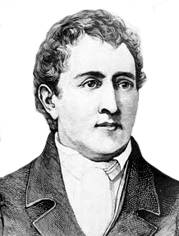
Carl Wilhelm Scheele

- 19. Dezember: Carl Wilhelm Scheele, deutsch-schwedischer Apotheker und Chemiker († 1786)
- 20. Dezember: Johann Ernst Schulz, preußischer lutherischer Theologe († 1806)
- 24. Dezember: Everard Scheidius, niederländischer reformierter Theologe, Philologe und Orientalist († 1794)
- 25. Dezember: Charlotte von Stein, Hofdame der Herzogin Anna Amalia und enge Vertraute von Herzogin Luise von Sachsen-Weimar-Eisenach († 1827)
- 26. Dezember: Ignaz von Born, österreichischer Mineraloge, Malakologe und Geologe († 1791)
- 27. Dezember (getauft): Maria Carolina Benda, Sängerin, Pianistin, Komponistin und Kammersängerin († 1827)

### Genaues Geburtsdatum unbekannt
- Aga Mohammed Khan, Schah von Persien, Begründer der Kadscharen-Dynastie († 1797)
- Antonio Amar y Borbón, spanischer Offizier und Kolonialverwalter, Vizekönig von Neugranada († 1826)
- François d’Arlandes, französischer Luftfahrtpionier († 1809)
- Thomas Arnold, englischer Psychiater und Reformer († 1816)
- Mihály Bakos, slowenisch-ungarischer lutherischer Pfarrer, Lehrer und Schriftsteller († 1803)
- Paul Barandon, preußischer Geheimer Oberfinanzrat († 1812)
- Heinrich Ludwig Willibald Barckhausen, preußischer Jurist und Stadtpräsident von Halle († 1813)
- José de Ezpeleta, spanischer Offizier und Kolonialverwalter, Vizekönig von Neugranada und Navarra († 1823)
- Benjamin Frobisher, englisch-kanadischer Fellhändler († 1787)
- João Baptista Vieira Godinho, portugiesischer Militär und Kolonialverwalter, Gouverneur von Portugiesisch-Timor († 1811)
- John Ireland, englischer Biograph, Uhrmacher und Schriftsteller († 1808)
- Thomas Jones, englischer Maler († 1803)
- Kawila, König von Lan Na in Nordthailand († 1816)
- David-Henri de Meuron, Kaufmann, Bankier und Fabrikant († 1825)
- Jakob Reinhard, genannt Hannikel, württembergischer Räuber († 1787)
- Franz Joachim von Reinhardt, preußischer Generalleutnant und Vizegouverneur von Glogau († 1809)

### Geboren um 1742
- Elizabeth Freeman, US-amerikanische Sklavin in Massachusetts, die ihre Freiheit gerichtlich erkämpfte († 1829)

## Gestorben

### Erstes Halbjahr
- 01. Januar: Philippe de Brueys, preußischer Gouverneur des Fürstentums Neuenburg (* 1682)
- 06. Januar: Johann Georg Reinhardt, österreichischer Komponist und Organist (* 1676 oder 1677)
- 08. Januar: Johann Christoph von Naumann, deutscher Ingenieur, Offizier und Architekt (* 1664)
- 15. Januar: Diana Beauclerk, Duchess of St Albans, Oberhofmeisterin und enge Vertraute von Caroline von Brandenburg-Ansbach, Princess of Wales und Königin von Großbritannien und Irland sowie Kurfürstin von Hannover (* um 1679)
- 23. Januar: Johann Konrad Dreyer, deutscher Tenor und Kantor (* 1672)
- 25. Januar: Edmond Halley, britischer Astronom, Mathematiker, Kartograph, Geophysiker und Meteorologe (* 1656)
- 27. Januar: Giovanni Venceslao Piccolomini, Herzog von Amalfi, Reichsfürst und Grundherr der Herrschaft Nachod (* 1695)
- 08. Februar: Philipp Ludwig Wenzel von Sinzendorf, österreichischer Diplomat und Staatsmann, Obersthofkanzler (* 1671)
- 24. Februar: Johann Adam Dietz, böhmischer Bildhauer (* 1671)
- 26. Februar: Charles Hope, 1. Earl of Hopetoun, schottischer Adeliger (* 1681)
- 28. Februar: Willem Jacob ’s Gravesande, niederländischer Astronom, Philosoph, Physiker und Mathematiker (* 1688)
- 09. März: James Douglas-Hamilton, 5. Duke of Hamilton, schottischer Adeliger (* 1702)
- 09. März: Michael Klahr der Ältere, deutscher Bildhauer (* 1693)
- 13. März: Alfons Ambuel, Schweizer Offizier und Politiker (* 1664)
- 10. April: Wilhelmine Amalie von Braunschweig-Lüneburg, Kaiserin des Heiligen Römischen Reichs als Ehefrau von Joseph I. (* 1673)
- 13. April: Giovanni Veneziano, neapolitanischer Komponist und Organist (* 1683)
- 15. April: Samuel Shute, englischer Offizier, Gouverneur von Massachusetts und New Hampshire (* 1662)
- 16. April: Pierre Brumoy, französischer Jesuit und Literat (* 1688)
- 16. April: Stefano Pallavicini, italienischer Hofdichter, Dramaturg und Regisseur (* 1672)
- 17. April: Arvid Horn, schwedischer Premierminister (* 1664)
- 23. April: Mihael Omerza, slowenischer Komponist (* 1679)
- 30. April: Johann Caspar II. Graf Cobenzl, Hofmarschall und Landeshauptmann von Görz und Krain (* 1664)
- 05. Mai: Elisabetta Pilotti, italienische Sängerin (Sopran), Händel-Interpretin (* um 1685–1690)
- 13. Mai: Nicolas Andry de Boisregard, französischer Arzt und Literat (* 1658)
- 14. Mai: Friedrich Christian von Fürstenberg, Präsident des geheimen Rates des Hochstifts Paderborn und kurkölnischer Kabinetts- und Konferenzminister (* 1700)
- 14. Mai: Dominique Varlet, römisch-katholischer Titularbischof von Askalon, Mitbegründer der Alt-Katholischen Kirche der Niederlande (* 1678)
- 21. Mai: Lars Roberg, schwedischer Mediziner (* 1664)
- 24. Mai: Pylyp Orlyk, Führer der Saporoscher Kosaken (* 1672)
- 02. Juni: Giuseppe Appiani, italienischer Sänger, Altkastrat (* 1712)
- 16. Juni: Louise Élisabeth d’Orléans, Königin von Spanien (* 1709)
- 24. Juni: Jacopo Appiani, italienischer Stuckateur (* 1687)
- 29. Juni: Joseph Emanuel Fischer von Erlach, österreichischer Architekt (* 1693)

### Zweites Halbjahr
- 01. Juli: Bohuslav Matěj Černohorský, böhmischer Komponist und Orgellehrer (* 1684)
- 12. Juli: Evaristo Dall’Abaco, italienischer Violinist, Cellist und Komponist (* 1675)
- 14. Juli: Richard Bentley, englischer Philologe und Textkritiker (* 1662)
- 19. Juli: Johann Baptist Xavery, niederländischer Bildhauer (* 1697)
- 21. Juli: Johannes Steuchius, schwedischer lutherischer Theologe, Erzbischof von Uppsala (* 1676)
- 23. Juli: Susanna Wesley, englische Pfarrersfrau, „Mutter des Methodismus“ (* 1669)
- 24. Juli: Octavio Broggio, böhmischer Architekt und Baumeister des Hochbarock (* 1670)
- 10. August: Georg Philipp Rugendas, Augsburger Maler und Kupferstecher (* 1666)
- 11. August: August Bohse, deutscher Jurist, Rhetoriker und Schriftsteller (* 1661)
- 11. August: Georg Pacák, böhmischer Bildhauer (* 1670)
- 25. August: José Antonio Carlos de Seixas, portugiesischer Komponist und Cembalist (* 1704)
- 04. September: Sophia Albertine von Erbach-Erbach, Herzogin von Sachsen-Hildburghausen (* 1683)
- 24. September: Johann Matthias Hase, deutscher Mathematiker, Astronom, Kartograph und historischer Geograph (* 1684)
- 09. Oktober: Alexander von Dönhoff, preußischer Generalleutnant und Vertrauter von König Friedrich Wilhelm I. (* 1683)
- 19. Oktober: Pedro de Ribera, spanischer Architekt (* 1681)
- 30. Oktober: Magdalena Wilhelmine von Württemberg, Markgräfin von Baden-Durlach (* 1677)
- 31. Oktober: Ki no Kaion, japanischer Schriftsteller (* 1663)
- 06. November: Martin Frantz, baltisch-schlesischer Architekt (* 1679)
- 07. November: Aloys Thomas Raimund von Harrach, österreichischer Staatsmann und Diplomat (* 1669)
- 07. November: Johann August, Fürst von Anhalt-Zerbst (* 1677)
- 12. November: Christoph Hochreutiner, Schweizer Bürgermeister und Tagsatzungsgesandter (* 1662)
- 12. November: Friedrich Hoffmann, deutscher Mediziner (* 1660)
- 17. November: Carl Rudolf, Herzog von Württemberg (* 1667)
- 17. November: Maria Theresia von Montfort, Äbtissin des freiweltlichen Damenstifts Buchau (* 1663)
- 30. November: Jean Baptiste Bassand, französischer Mediziner (* 1680)
- 03. Dezember: Claude Aubriet, französischer Naturmaler und Botaniker (* 1665)
- 08. Dezember: Sigmund Friedrich von Khevenhüller, Landeshauptmann von Kärnten (* 1666)
- 18. Dezember: Adam Friedrich Zürner, deutscher evangelischer Pfarrer und Kartograph (* 1679)
- 19. Dezember: Johann Michael Senckeisen, Leipziger Architekt und Baumeister (* 1652)
- 24. Dezember: Bogislaw Friedrich von Dönhoff, preußischer Generalmajor (* 1669)
- 26. Dezember: Johann Adolph von Brühl, kursächsischer Stallmeister und Kammerherr (* 1695)
- 31. Dezember: Karl III. Philipp, Pfalzgraf und Kurfürst von der Pfalz (* 1661)
- 31. Dezember: Louis Bourguet, Schweizer Universalgelehrter (* 1678)

### Genaues Todesdatum unbekannt
- Marie-Anne Barbier, französische Dramatikerin (* 1670)
- Matteo Goffriller, venezianischer Geigenbauer Tiroler Abstammung (* 1659)
- Johann Adam Karinger, Tiroler Steinmetz und Steinbildhauer (* vor 1690)
- Giovanni Mossi, italienischer Komponist und Violinist (* um 1680)